# Charles-Augustin Collin
Charles-Augustin Collin (né Charles-Joseph-Augustin-Julien Collin à Saint-Brieuc le 16 avril 1865 et mort le 30 mai 1938 à La Guerche-de-Bretagne) est un organiste et compositeur français.

## Biographie
Charles-Augustin Collin est né dans une famille de musiciens originaires de Saint-Brieuc. Son père, Charles Collin, est titulaire des orgues de la Cathédrale de Saint-Brieuc.
Après des leçons de musique auprès de son père il est élève à l’École Niedermeyer de Paris de 1879 à 1884, où il travaille le piano avec Alexandre Georges, l'orgue avec Clément Loret, et l'harmonie avec Gustave Lefèvre et Eugène Gigout. A Paris, il suit également les conseils de César Franck et est organiste suppléant de Léon Boëllmann à Saint-Vincent-de-Paul et d’Adolphe Deslandres à Sainte-Marie-des-Batignolles.
En 1884 il devient organiste titulaire et maître de chapelle de l’église Notre-Dame de Rennes, postes qu'il occupe jusqu'en 1935. 
Au-delà du simple cercle de sa paroisse il s'implique beaucoup dans la vie musicale de la cité bretonne, au Conservatoire de Rennes, au Cercle celtique de Rennes (président d'honneur), à la Société des Concerts Radio-Rennes, à L'Hermine ou au journal La Vie Rennaise.
Il est nommé chevalier dans l'ordre de la Légion d'honneur en 1935 et décède trois ans plus tard à La Guerche-de-Bretagne. Il était également chevalier de l’Ordre de Saint-Grégoire-le-Grand depuis 1930. Il est inhumé à Saint-Brieuc dans le caveau de famille des Collin.
Comme compositeur il est l'auteur de très nombreuses pièces pour orgue et harmonium. On lui doit également des pièces vocales religieuses, motets, messes et cantates, dont une Cantate à Jeanne d'Arc et un Miracle de Saint-Melaine écrit pour sa paroisse. 

## Œuvres
Parmi ses œuvres figurent notamment :

### Musique vocale
- Pro Ecclesis, esquisses grégoriennes en 3 livres
- Sacerdos et pontifex, pour un Saint évêque ou pour l'entrée d'un évêque (paraphrase de l'antienne grégorienne), chœur à 2 (ou 3) voix inégales (alto ad libitum), avec orgue
- Le Retour au pays natal, scènes lyriques (soli, chœurs et orchestre) en l'honneur de Villiers de L'Isle-Adam (à l'occasion de l'érection de son monument à Saint-Brieuc), poème de Louis Tiercelin
- Messe de St-Charles, semi-solennelle, à deux voix (soli et chœurs) avec accompagnement d'orgue
- Messe de St-Augustin à deux voix égales, soli et chœurs avec accompagnement d'orgue
- Regina coeli, soli et chœurs à 4 voix inégales, avec accompagnement d'orgue
- Cantate du congrès celtique international, paroles françaises de Gaultier du Mottay, paroles bretonnes de M. l'abbé Bourdellès, pour soli, chœur avec accompagnement de piano et orgue

### Musique instrumentale
- Ad Altare Dei, cent pièces, en douze livraisons, pour orgue ou harmonium
- Sept Pièces pour orgue ou harmonium
- 12 Pièces pour orgue ou harmonium
- Dix Pièces de différents genres pour orgue ou harmonium
- Cent Pièces dans tous les tons majeurs et mineurs, pour orgue-harmonium
- Laudans invocabo Dominum, pièces faciles pour orgue-harmonium
- Esquisses pour orgue-harmonium
- Chants de la Bretagne "Gwerziou Breiz-Izel", pour orgue-harmonium
- La Musique d'église, douze pièces pour harmonium ou orgue sans pédale
- Cinq pièces funèbres, pour harmonium ou orgue sans pédale
- Cinq pièces pour piano
- Ricordando, pièce pour piano
- En pays breton, improvisation pour piano
- Andante pour violon et piano
- Caprice pour clarinette et piano
- Trois Impromptus pour hautbois avec accompagnement de piano
- Pièces brèves pour hautbois avec accompagnement de piano

## Hommage
Une « allée Charles Collin » est ainsi nommée en son honneur par le Conseil municipal de Rennes, par délibération du 28 octobre 1966.